# Geheimkonvention von Klein-Schnellendorf
Am 9. Oktober 1741 schlossen während des Ersten Schlesischen Krieges Preußen und Österreich in der Geheimkonvention von Klein-Schnellendorf einen geheimen Waffenstillstand. Er enthielt unter anderem die Überlassung Niederschlesiens mit der Neiße an Preußen.
Friedrich der Große kündigte Anfang 1742 diesen Waffenstillstand nach der Eroberung Prags durch seine ehemaligen Verbündeten, da er einer drohenden Aufteilung Böhmens zuvorkommen wollte.